# John Serle (parlamentar)
John Serle (fl. 1414–1449) de Plympton, Devon, foi um membro do Parlamento Inglês por Plympton Erle em novembro de 1414, 1431, 1432, 1433, 1435, 1437, 1442 e fevereiro de 1449.